# Holstentor
Holstentor ('Holsteinska vrata') so mestna vrata, ki označujejo zahodno mejo starega središča hanseatskega mesta Lübeck. Zgrajena so bila leta 1464, zgrajena v opečni gotiki so ena od relikvij Lübeckške srednjeveške mestne utrdbe in ena od dveh preostalih mestnih vrat. Druga so mestna vrata "Burgtor". Znana po dveh okroglih stolpih in obokanem vhodu, danes veljajo za simbol mesta. Skupaj s starim mestnim jedrom Lübecka so od leta 1987 na seznamu Unescove svetovne dediščine.

## Videz
Holstentor so sestavljena iz južnega in severnega stolpa in osrednje stavbe. Ima štiri nadstropja, razen pritličja centralnega bloka, kjer je prehod. Stran, ki gleda proti zahodu (stran od mesta), se imenuje 'zunanja stran', stran obrnjena proti mestu 'mestna stran'. Oba stolpa in osrednji blok so videti kot ena konstrukcija, gledano s strani mesta. Na zunanji strani se tri enote jasno razlikujejo. Tu sta oba stolpa, ki imata na najširši točki polmer 3,5 m od osrednjega bloka. Stolpa imata stožčasto streho, osrednji blok ima pediment.

### Prehod in napisi
Prehod je nekoč imel dvoje vrat na zunanji strani, ki niso ohranjena. Dvižna vrata, nameščena leta 1934, ne ustrezajo prvotnim varnostnim napravam. Namesto tega so na tem mestu nekoč obstajale tako imenovane "cevne orgle", s posameznimi palicami, ki bi jih lahko spustili ločeno in ne skupaj. Tako je bilo mogoče najprej spustiti vse, razen ene ali dveh palic, pri čemer je majhna vrzel omogočala prehod moškemu. Ob prehodu na mestno stran in na zunanji strani je napis.
Na mestni strani se glasi: »SPQL« in je obdan z letnicama 1477 in 1871, prva je domnevni datum gradnje (pravilen datum je zdaj znan kot 1478), slednja je datum obnove vrat in ustanovitev Nemškega cesarstva. Ta napis je bil zasnovan na rimskem "SPQR" (latinsko Senatus populusque Romanus - senat in ljudstvo Rima) in predstavlja Senatus populusque Lubecensis. Vendar je bil pritrjen šele leta 1871. Na tej lokaciji predhodno ni bilo napisov. Bilo bi tudi nesmiselno, saj so pogled na spodnje dele mestnih vrat z mestne strani zastirali visoki zidovi.
Na zunanji strani je še en napis. Besedilo je concordia domi foris pax ('harmonija znotraj, mir navzven'). Ta napis je tudi iz leta 1871 in je skrajšana oblika besedila, ki je bil prej na (ne ohranjenih) predvrati: Concordia domi et pax foris sane res est omnium pulcherrima ('Harmonija znotraj in mir navzven sta dejansko največje dobro vseh'). 

### Utrdbe na zunanji strani
Funkcionalno imata zunanja in mestna stran zelo različne oblike. Medtem ko je mestna stran bogato okrašena z okni, bi to bilo neprimerno na zunanji ob upoštevanju možnosti za napad. Na zunanji je torej le nekaj majhnih oken. Poleg tega so zidovi razdeljeni s strelnimi linami. Tudi debelina zidov na zunanji strani je večja kot na mestni strani: 3,5 metra v primerjavi z manj kot 1 meter. Razmišljanje med gradnjo je morda bilo, da bi lahko v nujnih primerih hitro uničili vrata z mestne strani kot branik, tako da ne bi padli v sovražne roke.
Vrzeli in odprtine topovskih niš so usmerjene v zunanjo stran. V vsakem stolpu so bile tri topovske niše, po ena na tleh, v prvem in drugem nadstropju. Tista v pritličju ni ohranjena. Ker se je stavba skozi stoletja posedla, je zdaj 50 centimetrov pod tlemi in celo pod novimi tlemi. Na prvem zgornjem nadstropju so poleg omenjenih niš, dve strelnici za majhne pištole, ki sta bili nad in med tremi sobami. Na tretjem zgornjem nadstropju so tudi majhne odprtine z režami, usmerjenimi naprej in nazaj, za strelno orožje.
Osrednji blok nima odprtin. Okna nad prehodom so bila zasnovana tudi za polivanje napadalcev s smolo ali vrelo vodo.

### Okras
Najbolj očitna nefunkcionalna obloga sta dva tako imenovana terakota trakova, ki obkrožata stavbo. Sestavljena sta iz posameznih ploščic, od katerih so večinoma kvadratne s stranicami 55 centimetrov. Vsaka ploščica nosi enega od treh različnih okraskov: bodisi razporeditev štirih heraldičnih lilij, simetrične rešetke ali predstavitve štirih osatovih listov. Za te ponavljajoče se simbole ni očitnega reda, vendar vsaki skupini osmih ploščic vedno sledi ploščica z drugačno zasnovo. Ima obliko heraldičnega ščita in nosi bodisi lübeckškega orla ali stilizirano drevo. Ti ščiti so obdani z dvema moškima, ki delujeta kot nosilca grbov.
Med restavratorskimi deli med letoma 1865 in 1870 so bili terakota trakovi popravljeni. Le tri izvirne ploščice so ohranjene kot muzejska vzorca. Nove ploščice se približujejo nekdanjemu oblikovanju, čeprav so bile med obnovo sprejete svoboščine. Na primer, oblikovanje heraldičnega motiva orla nikakor ni odraz originala.
Tudi pediment ni bil zvesto obnovljen, vendar to ni krivica restavratorjev, saj je do 19. stoletja že dolgo izginil in prvotni videz ni bil znan. Star pogled na oltarju v trdnjavskem samostanu v Lübecku kaže Holstentor s petimi stolpiči. Toda, ker ta slika prikazuje Holstentor sredi fantazijske pokrajine gora in gozdov, je verodostojnost predstavitve sporna. Danes trije stolpi kronajo pediment, vendar so vidni le iz mestne strani.

### Notranjost
Notranjost obeh stolpov je enaka. V pritličju in prvem nadstropju so najvišji stropi, medtem ko so naslednja nadstropja precej nižja. Dve ozki spiralni stopnišči sta usmerjeni navzgor, vsakokrat med osrednjo stavbo in sosednjim stolpom. Na vsakem nadstropju hodniki povezujejo sobe osrednjega bloka s stolpnicami na isti ravni. Zgornji del stropa severnega stolpa je bil odstranjen, tako da danes drugo in tretje zgornje nadstropje deli skupni prostor. Ta sprememba je iz leta 1934 in ne odraža prvotne situacije.
Niše za topove so pred odprtinami. Danes so topovi v nišah v drugem nadstropju, vendar niso izvirniki in so bili tja postavljeni kasneje. Nad nišami so kavlji, iz katerih so visijo verige pritrjene na top, da ublažijo udar po streljanju. V višje topovske niše prvega zgornjega nadstropja je bilo mogoče dostopati le po lestvah.

## Zgodovina
Bogato hanseatsko mesto Lübeck je v stoletjih čutilo potrebo po zaščiti pred zunanjimi grožnjami z vedno močnejšim obzidjem in utrdbami. Troje vrat je omogočalo dostop do mesta: Burgtor na severu, Mühlentor na jugu in Holstentor na zahodu. Na vzhodu je mesto ščitila reka Wakenitz. Tukaj so iz mesta vodila manjša vojaška Hüxtertor.
Ta mestna vrata so bila na začetku preprosta vrata, ki so bila sčasoma večkrat okrepljena, tako da so imela zunanja, srednja in notranja vrata. Danes so ostali le delci teh starih mestnih vrat. Vrata, ki so zdaj znana kot Burgtor, so nekdanja notranja vrata citadele; srednja in zunanja vhodna vrata ne obstajajo več. Vsa troja Mühlentor so popolnoma izginila. Današnja vrata imenovana Holstentor, so nekdanja srednja vrata; bila so tudi (starejša) notranja vrata (Innere Holstentor), zunanja vrata (Äußere Holstentor)  in celo četrta vrata, znana kot druga zunanja vrata (Zweites Äußeres Holstentor). Torej, zgodovina Holstentor je pravzaprav zgodovina štirih zaporednih vrat, čeprav so le ena od njih ostala.
Imena posameznih vrat so se seveda spremenila, saj so se njihove komponente pojavile in izginile. Srednja Holstentor so bila nekoč zunanja vrata, preden so bila zgrajena vrata na obeh straneh. Še danes pa obstaja veliko zmede glede imen, saj se proučuje zgodovinski zapis. Spodaj so opisana štiri vrata in njihova zgodovina.

### Notranja vrata - Innere Holstentor
Najstarejša Holstentor so varovala bližnje bregove reke Trave. Nekdo je moral zapustiti mesto skozi ta vrata, da bi prišel do Holstenskega mostu, ki je prečkal reko. Ni znano, kdaj so bila tukaj prvič postavljena vrata. Holstenski most je bil prvič omenjen leta 1216 delu, ki ga je podpisal danski kralj. Verjetno so bila že v tistem času na reki Trave vrata in mestno obzidje. Oznake "Holstenbrücke" (in "Holstentor") so preprosto posledica dejstva, da je zahodni izhod iz mesta v smeri Holsteina.
Zgodovinski zapisi kažejo, da so Holstenski most in Holstentor obnovili leta 1376. Obstajajo dobri dokazi za pojav vrat, ki so bila v tem času postavljena v lesorezu s pogledom na mesto Lübeck, ki ga je izdelal Elias Diebel. Čeprav je to pogled na mesto iz vzhodne, Wakenitzove strani starega mestnega hriba, je umetnik zložil bistvene dele zahodne strani vrat, tako da so dobro vidni. Na zgornjem delu je bil pravokotni stolp z leseno galerijo.
Na neznanem datumu v 17. stoletju so Innere Holstentor zamenjala manjša, preprosta polavtomatska vrata - verjetno zato, ker ni bilo potrebe po močnih notranjih vratih v luči močnih zunanjih utrdb, ki so bila postavljena medtem. Innere Holstentor so bile povezane z bivališčem cestninarja, ki je na tej lokaciji varoval dostop do mesta.
Pollesena vrata so leta 1794 zamenjala preprosta železna vrata, ki so jih leta 1828 porušili skupaj s hišico in mestnim obzidjem ob reki Trave.
Verjetno je, da so bila vrata na nasprotnem bregu Trave že prej. Toda nič ni znano o njihovem videzu. Če so obstajala, so bila zgrajena pred ali po izgradnji srednjih Holstentor.

### Srednja vrata - Mittleres Holstentor
V 15. stoletju je celotna konstrukcija vrat veljala za neustrezno. Zaradi širjenja strelnega orožja in topov je bilo potrebno močnejše utrjevanje. Odločeno je bilo, da se zgradijo še ena vrata - zunanja vrata, pozneje znana kot vrata srednja ali Mittleres Holstentor in danes le kot Holstentor. Financiranje je zagotovila dediščina svetnika Johna Brolinga, ki je znašala 4000 lübeckških mark.  Leta 1464 je mestni arhitekt Hinrich Helmstede začel gradnjo, ki je bila zaključena leta 1478. Postavljena so bila na sedem metrov visokem hribu, ki je bil nasut za ta namen. Že v času gradnje se je ta nasip izkazal za nestabilnega. Južni stolp se je podrl zaradi močvirnih tal in že med gradnjo je bilo poskrbljeno za kompenzacijo nagiba.

### Zunanja vrata - Äußeres Holstentor
Zunanja vrata ali Äußeres Holstentor so bila znana tudi kot renesančna vrata, predvrata (Vortor) ali Krummes Tor. Zgrajena so bila v 16. stoletju, ko je bilo obzidje zgrajeno zahodno od srednjeveških vrat, v katero so vstavili ta vrata. Zunanja vrata so bila dokončana leta 1585. Ovirala so pogled na srednja vrata, saj je bil njihov vzhodni izhod oddaljen le 20 metrov od te konstrukcije. Oboje vrat so nastala z obzidjem, imenovanim cvinger
Ta predvrata so bila majhna v primerjavi s približno sto let starejšimi srednjimi vrati, a veliko bolj bogato okrašena na zunanji strani. Mestna stran je nasprotno prazna. Zunanja vrata so bila prva vrata, ki so imela napis: Pulchra res est pax foris et concordia domi – MDLXXXV ('Čudovito je imeti mir zunaj in harmonijo znotraj – 1585') in je bil postavljen na mestno stran. Kasneje je bil premaknjen na zunanjo stran in nekoliko spremenjen (Concordia domi et foris pax sane res est omnium pulcherrima - 'harmonija znotraj in mir zunaj je največje dobro vseh'). Povezano z vrati je bil dom starega zidarja, ki je bil odgovoren za vzdrževanje utrdb.
Graditelj renesančnih vrat je bil verjetno mestni arhitekt Hermann von Rode, ki je zasnoval sprednjo stran po nizozemskih vzorcih. Nieuwe Oosterpoort v Hoornu je neposredno primerljiv. Ta vrata so obstajala okoli 250 let in so bila na koncu žrtvovana za železnico; leta 1853 so bila porušena, da bi naredili prostor za prvo železniško postajo v Lübecku in tirnice. Danes ta postaja ne obstaja več, sedanja je približno 500 metrov zahodno.

### Druga zunanja vrata
V začetku 17. stoletja je bilo pred mestnim jarkom zgrajeno novo mestno obzidje pod nadzorom vojaškega inženirja Johhanna von Brüssela. Kot del te konstrukcije so bila leta 1621 zgrajena četrta vrata. V visokih zidovih so bila popolnoma združena z osmerokotnim stolpom. V arkadah je bil napis Si Deus pro nobis, quis contra nos ('Če je Bog z nami, kdo je lahko proti nam?' Na mestni strani in sub alis altissimi ('pod zaščito Najvišjega) na zunanji strani. Ta vrata so bila zadnja od štirih Holstentor, ki so bila zgrajena in prva izginila in sicer leta 1808.

### Uničenje in obnova v 19. stoletju
V času industrializacije so utrdbe veljale za nadležne ovire. Leta 1808 so bila porušena druga zunanja vrata, leta 1828 notranja, leta 1853 pa še zunanja vrata. Le vprašanje časa je bilo, kdaj bi padla še srednja vrata, edina preostala od štirih. Dejansko so leta 1855 državljani Lübecka vložili peticijo v senat, da bi končno porušili preostala vrata, ker so ovirala razširitev železniških objektov. Ta peticija je imela 683 podpisov.
Toda takrat je bil tudi vse večji upor proti uničenju starih stavb. Tako je August Reichensperger napisal leta 1852: Tudi Lübeck, ki je bil nekoč ponosni vodja Hanseatske lige, ne more prenašati odseva svoje nekdanje slave. Habi, uničuje in pokriva tako prizadevno, da se "sodobni razsvetljenosti" kmalu ne bo treba ničesar več sramovati. ". Ko je to slišal kralj Friderik Viljem IV. Pruski, je poslal nekdanjega pruskega kustosa za zgodovinske spomenike, Ferdinanda von Quasta, da bi rešil, kar bi se še rešiti dalo. 
Polemika o rušenju je trajala dlje časa. Odločitev je bila sprejeta šele leta 1863, ko so se meščani Lübecka odločili z večino le enega glasu, da ne bi porušili stavbe, temveč bi jo obširno obnovili. Medtem so bila vrata v zelo slabem stanju, saj so vsako leto potonila nekaj centimetrov v tla. Najnižje vrzeli so bile že 50 centimetrov pod zemljo, naklon celotnih vrat pa je postajal nevaren. To je drastično spremenilo statiko stavbe, tako da so se bali porušitve. Holstentor so temeljito obnovili, dela pa so se nadaljevala v leto 1871.
Nato je prišlo do spremembe razmerja pristašev do Holstentor. Ni bilo več zaznano kot zaskrbljujoče do uničenja, temveč kot simbol ponosne preteklosti. Leta 1925 je nemško združenje mest določilo Holstentor za svoj simbol. Že leta 1901 je proizvajalec marcipana Niederegger uporabil vrata v svoji blagovni znamki. Druge družbe Lübecka so storile enako.

### Obnova 1933/34
Ker sta bila stolpa še naprej poševna in se njuna porušitev še vedno ni bila izključena, je bila potrebna druga rekonstrukcija. Ta se je zgodila v letih 1933-34, pri čemer so vrata statično utrdili. V tej končni obnovi so bila uporabljena armiranobetonska sidra, pritrjena na železne obroče. Vendar so bile izvedene tudi spremembe, ki niso ustrezale prvotnemu značaju vrat, vključno z zgoraj omenjenimi spremembami severnega stolpa. Nacisti so pretvorili Holstentor v muzej. Imenovana je bila Dvorana časti in slave in naj bi predstavljala Lübeck in nemško zgodovino z vidika nacistične ideologije.
V drugi polovici 20. stoletja so bila izvedena manjše popravila, ki niso več v skladu s sedanjimi standardi arhitekturnega ohranjanja.

### Obnova 2005/06
Od marca 2005 do decembra 2006 so bila Holstentor ponovno obnovljena. Ocenjeno je bilo, da bo obnovitev stala približno milijon evrov, pri čemer je 498.000 evrov (prvotno načrtovanih stroškov) zagotovila nemška fundacija za varstvo spomenikov in Fundacija Possehl. Preostale stroške so pokrili predvsem z donacijami posameznikov, podjetij in akademskih ustanov. Svastika iz leta 1934 so neznane stranke odvzele nekaj dni po postavitvi odrov za popravilo. To naj bi bila zadnja svastika na javni stavbi v Nemčiji in naj bi bila prikrita s kovinskimi listi kot del obnovitvenih del. Plošča z datumom 2006 je bila postavljena, ko so ukradeno svastiko počastili ob zaključku restavratorskih del. Zaradi varnostnih razlogov so objekt pred začetkom restavratorskih del zasenčili s sliko vrat visoke resolucije, obešeno na odrih.
Holstentor so 2. decembra 2006 ponovno odprli za javnost s prireditvijo, ki jo je ustvaril umetnik Michael Batz. 

## Holstentor danes
Od leta 1950 je v Holstentor ponovno muzej, tokrat občinske zgodovine. Predstavljene so bile relikvije iz zgodovinskega Lübecka, srednjeveški Lübeck je bil prikazan z uporabo modelov in slik, predstavljeni so bili modeli ladij Hanseatske lige in vodilna "Eagle von Lübeck". Značilnosti tega muzeja prav tako niso bile zgodovinsko točne. Na primer, muzej je vključeval tudi sobo za mučenje z grajsko ječo, natezalnico in drugimi napravami za mučenje. Holstetor nikoli niso vsebovala ničesar podobnega.
Dva monumentalna železna kipa pokončnih levov, postavljenih na območju pred Holstentor, ki ju je zasnoval Harry Maasz, sta iz leta 1823 in sta nepodpisana. Pripisujejo jih Christianu Danielu Rauchu in članu Rauchove delavnice, Th. Kalideju (1801-1863). En lev spi, drug je buden in pozorno gleda na prvega. Prvotno sta bila postavljena pred hišo, ki jo je leta 1840 zgradil prodajalec Lübecka in umetniški zbiralec John Daniel Jacobj (1798-1847) na Große Petersgrube 18. Leta 1873 sta bila postavljena pred Hotel Stadt Hamburg am Klingenberg do uničenja 1942 med drugo svetovno vojno in šele kasneje pred Holstentor. Dopolnjuje ju  bronast kip na drugi strani ulice, Korakajoča antilopa, kiparja Fritza Behna.
- Lev na straži
- Speči lev
- Korakajoča antilopa

Muzej Holstentor je bil posodobljen leta 2002. Ne samo, da je bila odstranjena mučilna soba; vse sobe so bile preoblikovane v skladu z novim konceptom, ki je vključeval integracijo slike in zvočne dokumentacije. Od leta 2006 muzej upravlja Kulturna fundacija Hanseatskega mesta Lübeck.

## Okolica
Vrata Holsten se nahajajo v kompleksu obzidja Lübeck na glavni dostopni cesti, ki povezuje glavno železniško postajo s predmestjem St. Lorenz in prečka most Puppen. Trg Vrat Holsten ("Holstentorplatz") je na eni strani ograjen s podružnico Deutsche Bundesbank; z novo konstrukcijo, ki je prvotno stavbo Reichsbank podaljšala nazaj. Na drugi strani je opečnata ekspresionistična dvorana Holsten Gate ("Holstentorhalle") med zgodovinskimi skladišči soli in DGB-jevo hišo sindikatov ("Gewerkschaftshaus"). Ta stavba je bila spremenjena s sredstvi Possehlove fundacije, da se je obnovil objekt za vaje in pouk za Lübeckovo Univerzo za glasbo ("Musikhochschule Lübeck"). Spomladi 2007 je bil dokončan še en most za pešce čez reko Upper Trave, ki je omogočil povezavo z glavnim kompleksom stavbe univerze v starem mestnem jedru.

## Na denarju in poštnih znamki
Holstentor se je pojavljal na bankovcih za 50 DM, tiskanih od leta 1960 do 1991 in na nemškem kovancu za dva evra, izdanem leta 2006.
Leta 1948 se je pojavil na štirih najvišjih apoenih (DM 1, DM 2, DM 3 in DM 5) prve dolgoročne serije poštnih znamk v nemški valuti, ki so označevale stavbe. Leta 2000 so se pojavila na 5 DM in 10 DM poštni znamki druge serije Znamenitosti.